# John B. Nathman

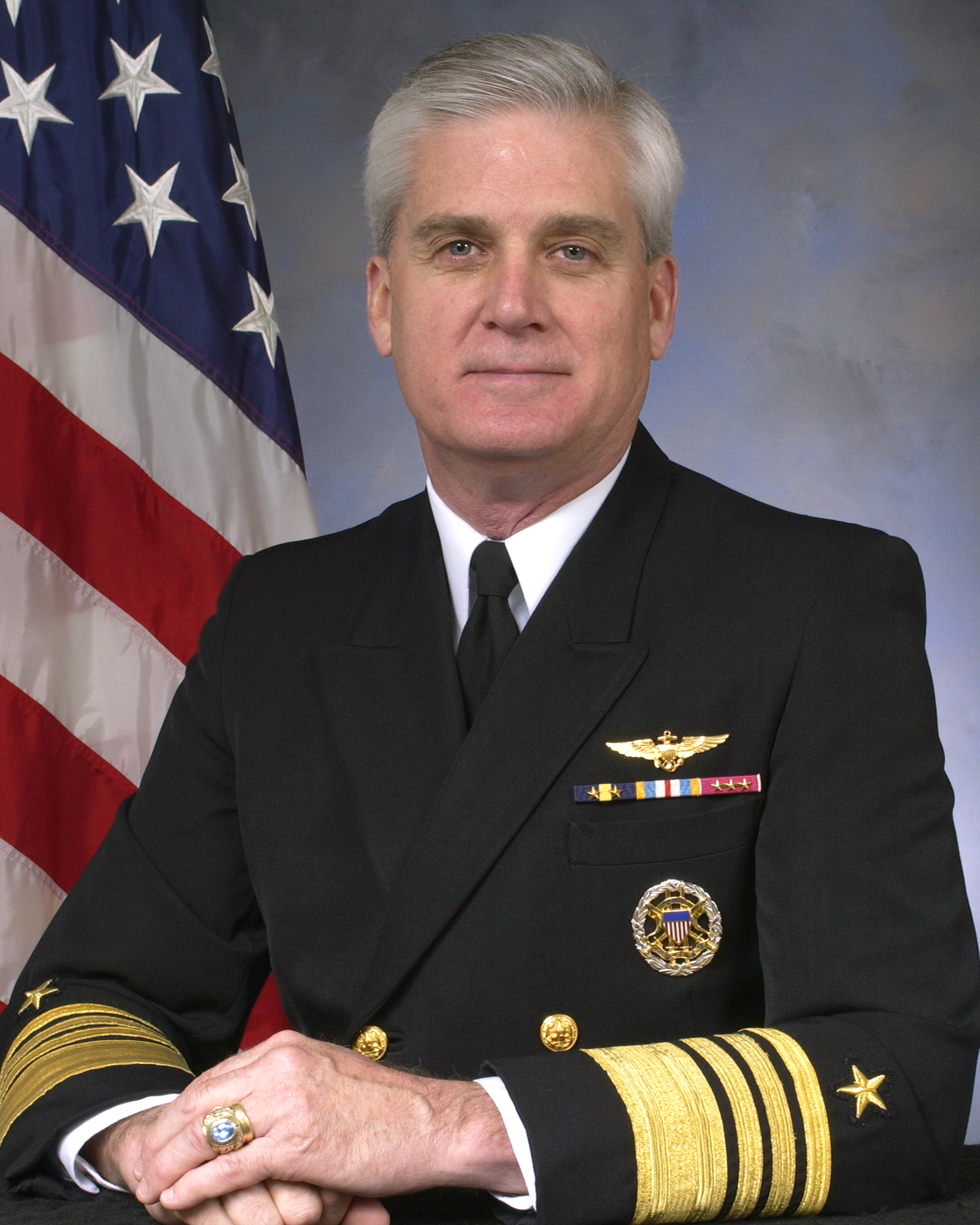
Admiral John B. Nathman

John Bernard Nathman (* 11. April 1948 in San Antonio, Texas) ist ein ehemaliger Admiral der US Navy, der zwischen 2004 und 2005 Vize-Chef des Stabes der Marine (Vice Chief of Naval Operations) sowie zuletzt von 2005 bis 2007 als Kommandeur des US-Flottenkommandos (US Fleet Forces Command). Als solcher war er von 2005 bis 2006 auch Kommandeur der US-Atlantikflotte (US Atlantic Fleet).

## Leben

### Militärische Ausbildungen und Verwendungen als Offizier und Stabsoffizier

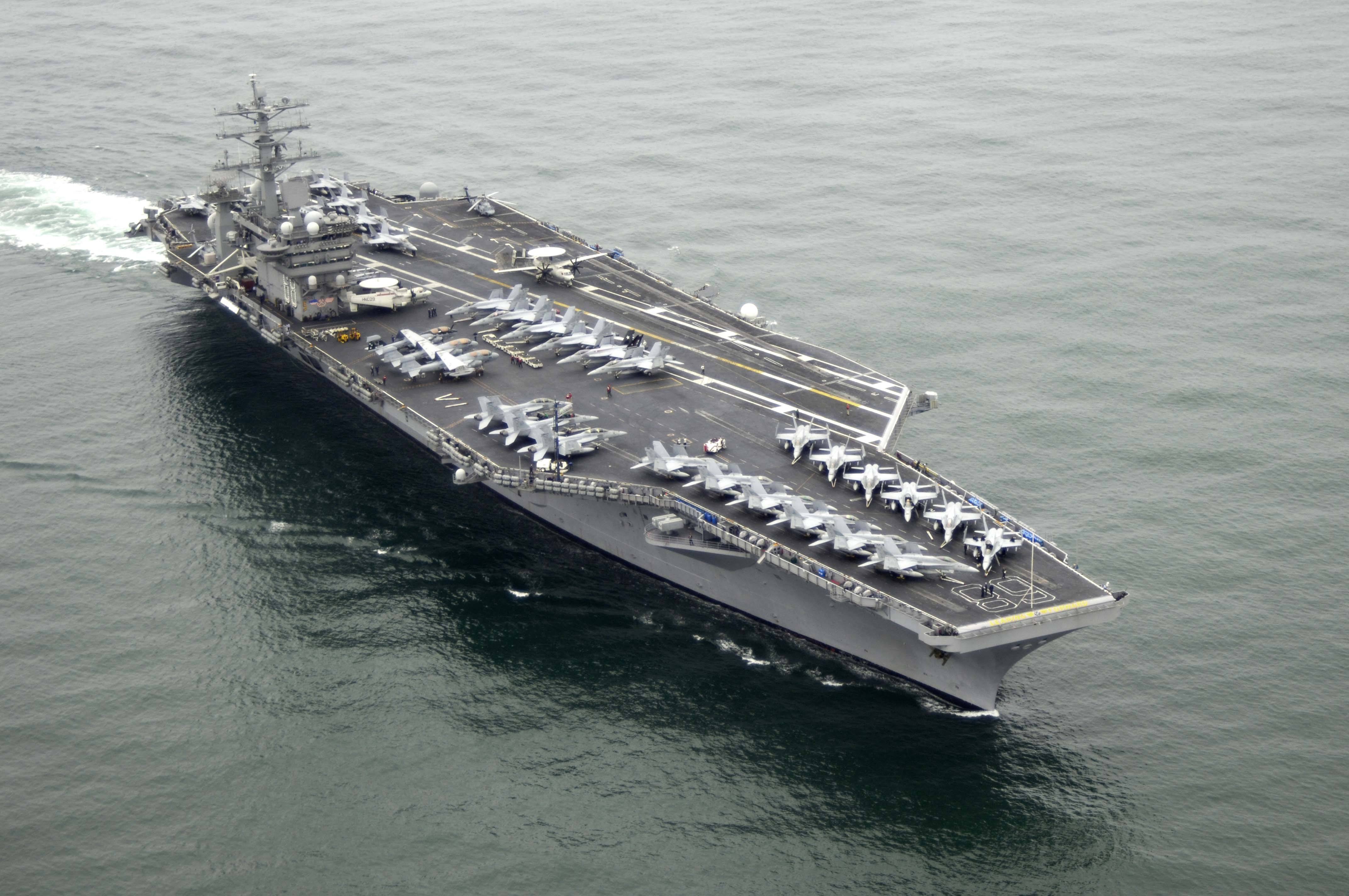
Nathman war als Kapitän zur See vom 16. April 1992 bis 26. August 1994 Kommandant des Flugzeugträgers Nimitz

Nathman begann nach dem Schulbesuch eine Offiziersausbildung an der US Naval Academy in Annapolis, die er 1970 als Leutnant zur See mit Auszeichnung abschloss. Seine anschließende Ausbildung zum Marineflieger beendete er 1972 mit dem Outstanding Pilot Graduate Award des Marineausbildungskommandos (Naval Training Command). Zugleich schloss er ein postgraduales Studium der Luft- und Raumfahrttechnik mit einem Master of Science (M.Sc. Aerospace Engineering) ab. 1976 schloss er die US Air Force Test Pilot School auf dem Luftwaffenstützpunkt Edwards Air Force Base ebenfalls mit Auszeichnung ab. In der Folgezeit war er Pilot von McDonnell F-4 Phantom-Kampfflugzeugen in der Kampfstaffel 213 (Fighter Squadron Two Thirteen) sowie von Grumman F-14 Tomcat-Kampfflugzeugen in der Kampfstaffel 51 (Fighter Squadron Fifty-One).
Nathman war ferner Ausbilder für taktisches Training an der US Navy Fighter Weapons School, der als „TOPGUN“ bekannten Elite-Jagdfliegerschule der US-Marine auf dem Marinestützpunkt Naval Air Station Miramar sowie zwischen 1982 und 1984 Leitender Marineflieger-Testpilot für alle Projekt-Flugzeuge der auf dem Luftwaffenstützpunkt Nellis Air Force Base stationierten 4475. Test- und Evaluierungsstaffel (4477th Test and Evaluation Squadron). Dabei flog er 61 Einsätze mit Mikojan-Gurewitsch MiG-21 sowie 52 weitere Einsätze  mit Mikojan-Gurewitsch MiG-23. Danach wurde er 1984 Kommandeur (Commanding Officer) der mit McDonnell Douglas F/A-18 Hornet-Mehrzweckkampfflugzeugen ausgestatteten Angriffsstaffel 132 (Strike Fighter Squadron One Thirty-Two), die unter seinem Kommando nach dem Anschlag auf die Berliner Diskothek La Belle während der Operation El Dorado Canyon am 15. April 1986 Luftangriffe auf Libyen flog.
Danach wurde Nathman 1987 stellvertretender Kommandant (Executive Officer) des Flugzeugträgers Nimitz und war im Anschluss zwischen dem 31. März 1990 und dem 4. März 1991 Kommandant (Commanding Officer) des amphibischen Transportdocks USS La Salle, die während des Zweiten Golfkrieges als Flaggschiff für den Kommandeur der US-Streitkräfte im Mittleren Osten (Middle East Force) diente. Nach einer weiteren Verwendung war er als Kapitän zur See vom 16. April 1992 bis 26. August 1994 Kommandant des Flugzeugträgers USS Nimitz.

### Aufstieg zum Admiral
Nach seiner Beförderung zum Flottillenadmiral wurde Nathman im September 1994 Offizier im Stab des Oberkommandierenden der Alliierten Streitkräfte der NATO in Südeuropa AFSOUTH (Allied Forces Southern Europe) sowie Direktor der Logistikabteilung beim Kommandeur der NATO-Implementation Force (IFOR) in Bosnien und Herzegowina, die dort am 21. Dezember 1995 die United Nations Protection Force (UNPROFOR) ablöste. Im Anschluss übernahm er 1996 den Posten als Kommandeur der Flugzeugträger Sieben (Carrier Group Seven) sowie in Personalunion als Kommandeur der ebenfalls im Persischen Golf operierenden Flugzeugträgergruppe sowie der Streitkraft Fünfzig (Battle Force FIFTY) mit der USS Nimitz als Flaggschiff. Nach seiner Rückkehr in die USA wurde er Leiter der Abteilung Luftkampf beim Chef des Marinestabes (Chief of Naval Operations) und danach im August 2000 Kommandeur der Marinefliegerverbände im Hauptquartier der US-Pazifikflotte (US Pacific Fleet) in Pearl Harbor auf Hawaii.
Im Oktober 2001 wurde Nathman als Vizeadmiral Kommandeur der Marineflieger der US Navy (Naval Air Forces) und fungierte im Anschluss zwischen August 2002 und November 2004 als Chef des Marinestabes für Kriegsführungssanforderungen und -bewertungen (Deputy Chief of Naval Operations, Warfare Requirements and Assessments). Nach seiner Beförderung zum Admiral am 1. Dezember 2004 folgte er Admiral Michael G. Mullen als Vize-Chef des Stabes der Marine (Vice Chief of Naval Operations) und bekleidete diesen Posten bis Februar 2005, woraufhin Admiral Robert F. Willard am 18. März 2005 seine Nachfolge antrat. Zuletzt wurde er am 18. Februar 2005 Nachfolger von Admiral William J. Fallon Kommandeur des US-Flottenkommandos USFLTFORCOM (US Fleet Forces Command) und bekleidete diesen Posten bis zu seinem Ausscheiden aus dem aktiven Militärdienst am 16. Mai 2007, woraufhin Admiral Gary Roughead am 17. Mai 2007 seine Nachfolge antrat. Er war vom 18. Februar 2005 bis zum 22. Mai 2006 in Personalunion auch Kommandeur der US-Atlantikflotte USLANTFLT (US Atlantic Fleet). Für seine langjährigen Verdienste wurde ihm unter anderem vier Mal die Navy Distinguished Service Medal, die Defense Superior Service Medal sowie vier Mal der Legion of Merit verliehen.

## Auszeichnungen
- Navy Distinguished Service Medal (4×)
- Defense Superior Service Medal
- Legion of Merit (4×)